# Sorso
Sorso (Sòssu in turritano) è un comune italiano di 14 467 abitanti che fa parte della Rete metropolitana del Nord Sardegna, della città metropolitana di Sassari in Sardegna. Ha una superficie di 67,1 chilometri quadrati e si trova nell'antica regione della Romangia sul golfo dell'Asinara. La sua cantina sociale l'ha reso una delle città del vino.

## Geografia fisica

### Territorio

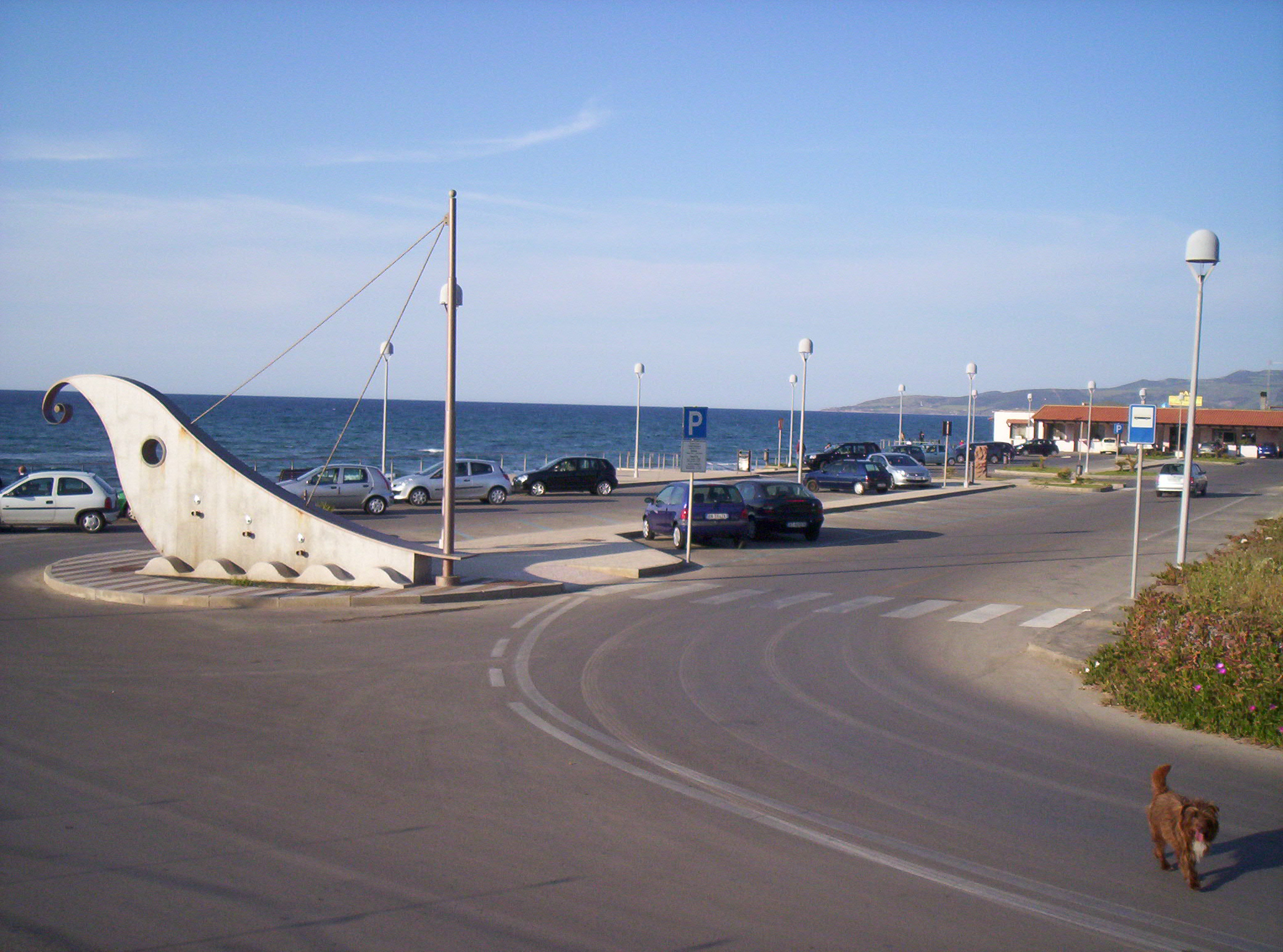
Scorcio della marina di Sorso

Sorso gode di una collocazione geografica di notevole valore paesaggistico; la sua costa, con le famose spiagge della Marina di Sorso (che è anche frazione del paese) e, parzialmente, di Platamona, si estende per circa 18 km. Nei fertili terreni circostanti si coltivano frutta e ortaggi, ma soprattutto l'olivo e la vite.
Il comune comprende anche le seguenti frazioni e località: Riviera di Sorso, Platamona - Costa Dorata o D'Oro, Arboriamar, Bellisara, Eden Beach, Lu Barrili-Monti, Lu Tuvaraggiu, Marritza, San Michele, Serralonga, Stagno Platamona, Taniga-Malafede, Terrada Sud, Tonnara.
La costituzione geologica è data in prevalenza dagli ultimi rilievi calcarei del sassarese affievoliti verso la costa.

## Origini del nome
Per il nome di Sorso sono ipotizzate diverse etimologie. Secondo la più probabile, il toponimo deriverebbe dall'avverbio logudorese josso/zosso (dal latino deorsum, ovvero "in giù", "verso il basso", "sotto"), successivamente divenuto Zorso, quindi Sorso (o Sossu), ad indicare la minore altitudine rispetto alla vicina Sennori.
Il nome di Sorso, per la prima volta, è citato nel Condaghe di San Pietro di Silki (1065-1180).
Il toponimo appare più volte anche negli atti del Condaghe della chiesa di San Nicola di Trullas (Semestene), prezioso documento redatto tra il 1115 e il 1176, nel quale vengono citati i nomi di Barusone de Sorso, Gosantine de Sorso, Furatu de Sorso; nello stesso Condaghe si legge "Fece dono donna Iorgia d'Athen in punto di morte, della sua domo di Sorso con tutte le sue pertinenze di salto e vigne e terreni e corte e servi e canneto e palmeto". La famiglia degli Athen, molti dei cui appartenenti erano membri della Corona de Logu nella reggia di Ardara, aveva proprietà in Sorso.
È verosimile che il toponimo abbia avuto origine da un avverbio latino sursum versus, "in su", "verso l'alto"; questo probabilmente per indicare la posizione elevata del paese rispetto a quella di Turris Lybisonis (attuale Porto Torres). 
Gli abitanti di Sorso sono nominati sorsensi o sorsinchi, dal latino incola, cioè abitatore (sors-inchi, abitanti di Sorso).

## Storia

### Preistoria
Il territorio è ricco di testimonianze archeologiche risalenti al periodo prenuragico, l'attuale borgo però è di origine romana e divenne grosso centro religioso nel Medioevo.
Del prenuragico, rimangono le domus de janas di l'Abbiu e il sito di Geridu tra Sorso e Sassari. Sono invece propriamente riconducibili al periodo nuragico, ossia all'età del bronzo, i nuraghi di Bachileddi, Sa Corona Ruja e San Biagio. È presente anche un pozzo sacro denominato "Serra Niedda". 

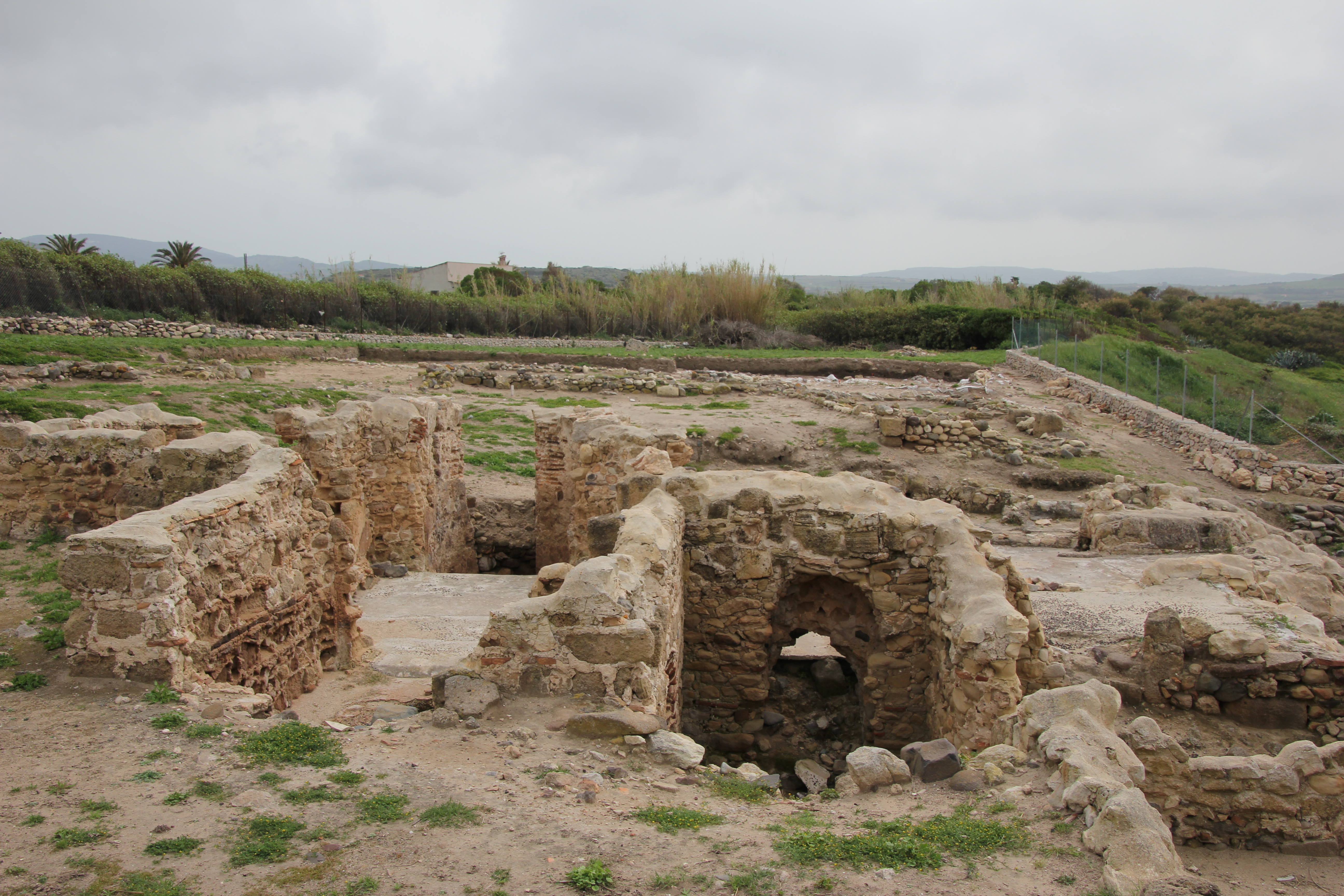
Insediamento di Santa Filitica

Altri siti dominano il golfo dell'Asinara. Costituiscono testimonianza del periodo romano imperiale e altomedievale i ruderi del sito di Santa Filitica.

#### Geridu
Il sito di Gericu o Geridu è il più importante sito archeologico della città romangiate. Si trova lungo la strada provinciale 25 Sassari-Sorso a 2 km da Sorso stessa.
Gli scavi hanno riportato alla luce un antico insediamento con resti che vanno dal preistorico al romanico originariamente denominato Jelithon.
Jelithon o Gelithon (o ancora Heliton) si pensava fosse l'antico nome con cui si identificasse Sorso anche se la storicità di tale affermazione datata XV secolo è stata più volte messa in dubbio.
Si è comunque consapevoli di una chiesa denominata S. Andrea d'Elighe, smembrata nel XIX secolo. Per recuperare materiali per la chiesa parrocchiale di San Pantaleo a Sorso, all'epoca in costruzione.
In un condaghe del XVII secolo: Condaghe de lo primeros moradores de ciudad de Sacer veniva, non certo storicamente, spiegata la rivalità tra Sorso e Sassari datata addirittura V secolo, e l'esistenza di un capostipite della popolazione chiamato Gelidon a cui oltre la fondazione del paese è attribuita un'indole ribelle e folle che ancora contraddistinguerebbe i Sorsesi.

### Dall'età Giudicale alla Moderna

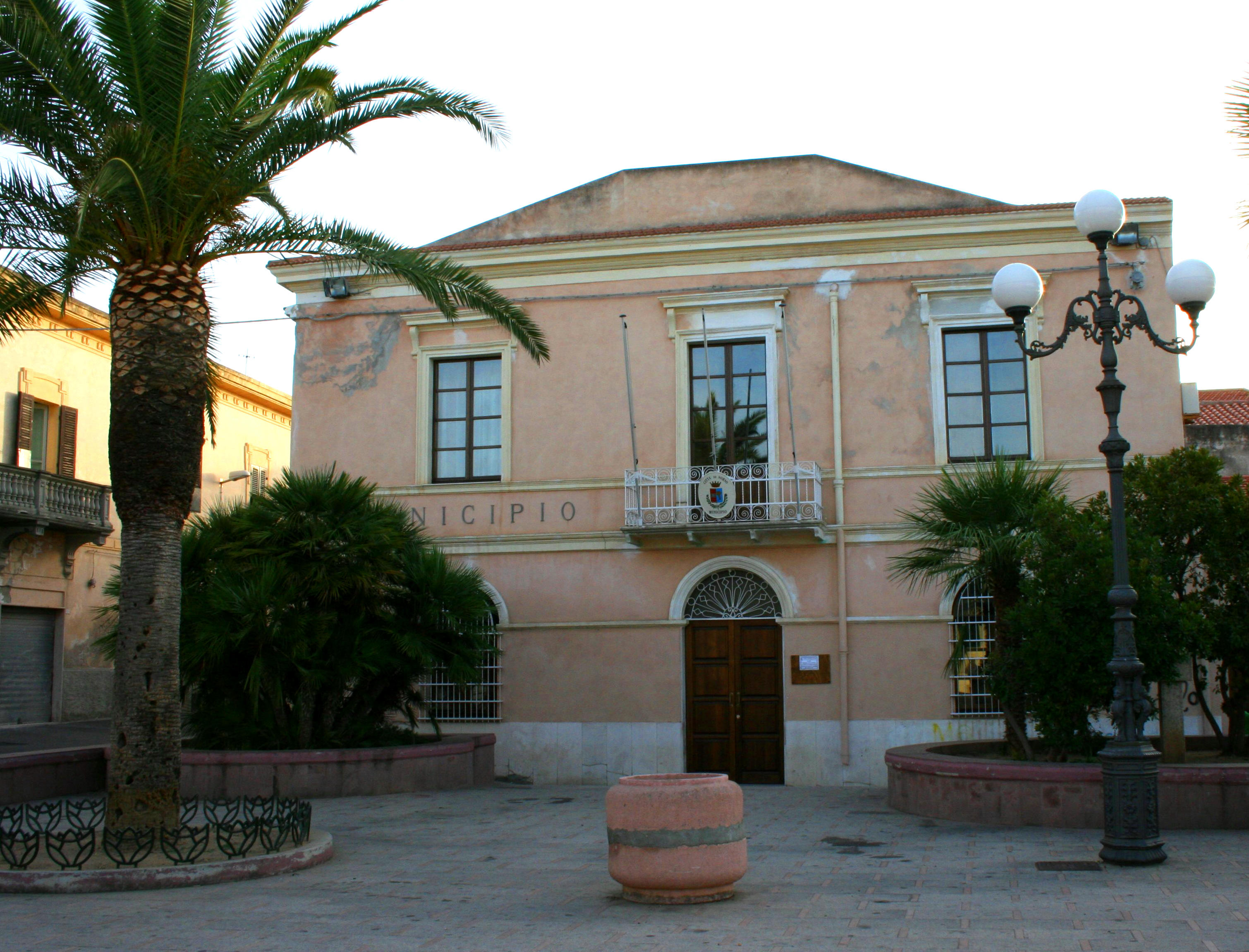
La sede dell'amministrazione comunale

Nel Medioevo il territorio fece parte del giudicato di Torres, nella curatoria della Romangia, fino al 1259 e poi del Libero comune di Sassari.
Durante il XIV secolo, dopo il passaggio al Regno di Sardegna aragonese, Sorso passò di mano a diversi feudatari e venne più volte attaccata e distrutta sia dall'irrequietezza degli abitanti di Castelgenovese (l'attuale Castelsardo), sia dalla famiglia Doria.
Nel 1436 Sorso e Sennori vennero vendute insieme a Gonario Gambella e da quel momento le sorti dei due paesi furono identiche. Lo stemma di Sorso sia nella versione odierna che in quella antica riporta un gambale simbolo della famiglia Gambella.
Dopo numerosi altri passaggi alla proprietà del paese, nel 1527 subì l'attacco da parte delle truppe francesi di Renzo Orsini. Dal 1700 divenne feudo degli Amat.
Durante la guerra di successione spagnola il feudatario di Sorso, Pietro Amat, parteggiò per l'Austria ed ebbe la carica di governatore di Sassari e del Logudoro.
Nel 1795 il paese insorse contro il feudatario e si associò nei moti antifeudali ad altri paesi della Sardegna; il palazzo del barone Amat venne distrutto.
Nel 1839, con l'abolizione del sistema feudale, il paese fu riscattato agli Amat e divenne un comune amministrato da un sindaco e da un consiglio comunale. Precedentemente, nel 1821 divenne uno dei capoluoghi della provincia di Sassari.
Vittorio Angius nel suo Dizionario del Casalis annotava a Sorso (sunto): "durante il periodo delle milizie, Sorso e Sennori, potevano contare su 112 elementi".
La storia dell'agricoltura e allevamento sorsese ha portato alla luce terreni adattissimi a tutte le colture e scarsi pascoli che provvedevano al sostentamento del paese mentre l'eccedenza era venduta a Sassari e Porto Torres.
Nel 1859 Sorso fu inserita nella ricostituita provincia di Sassari.

### Simboli
Descrizione tratta integralmente dal regolamento sull'utilizzo dello stemma e gonfalone del comune di Sorso.
Lo stemma, approvato con deliberazione nº 75 del 26.11.2004 adottata dal Consiglio comunale e ricevuto con decreto del presidente della repubblica del 3 marzo 2005 per il tramite dell'Ufficio onorificenze e araldica presso la Presidenza del Consiglio dei ministri, è rappresentato da:
Stemma
- all'interno dello scudo: un gambale di guerriero in campo azzurro, completato da una “S”, acronimo di Sorso, di colore azzurro, contenuta tra due fasci rossi su campo oro.
- all'esterno dello scudo: sotto lo scudo due fronde entrambe di colore verde, una fronda di alloro con bacche d'oro e una fronda di quercia con ghiande d'oro, che si intersecano su una cravatta frangiata dai colori nazionali e ascendono lateralmente; sopra lo scudo una corona di Città d'oro.

Gonfalone
Il gonfalone comunale, emblema ufficiale storico del Comune, approvato con deliberazione nº 75 del 26.11.2004 e ricevuto con decreto del presidente della Repubblica del 03.03.2005 per il tramite dell'Ufficio onorificenze e araldica presso la Presidenza del Consiglio dei ministri, è rappresentato da:
- un drappo quadrangolare di stoffa di un metro per due, del color porpora, sospeso mediante un bilico mobile ad un'asta terminata in punta da una freccia. Il drappo ornato da due cordoni laterali d'oro e frangiato da motivi d'oro, è caricato nel centro dello stemma di Città, sormontato sopra la corona dall'iscrizione centrata "Città di Sorso". La cravatta frangiata si compone in nastri tricolorati dai colori nazionali.

### Onorificenze
La prima versione della leggenda narra che gli abitanti di Sorso, gelosi della fontana del Rosello di Sassari, tentarono di spostarla con delle corde e portarla via, i sassaresi per questo li apostrofarono come pazzi per aver bevuto l'acqua della Billellera. (Nella versione di Sorso, i sassaresi sono i veri macchi, che nel dialetto della zona significa pazzi, perché attaccarono altre corde per trattenere la fontana).
La seconda versione invece narra che l'appellativo di macchi, per aver bevuto l'acqua della fontana, sia stato dato dalle popolazioni dei paesi vicini a Sorso per la gelosia dovuta alle proporzioni e l'eleganza dell'opera, che da questi era ritenuta inadeguata per le esigenze del luogo.
Sorso non è l'unica città della Sardegna in cui si registrano leggende legate alla fontana del paese. Altre realtà sono Calangianus, Lodè e Tonara.
Un detto popolare gallurese riguardo ai primi due infatti citava «Sossù, Calangianus e Lodè son macchi tutti e tre» (Sorso, Calangianus e Lodè sono matti tutti e tre).

## Monumenti e luoghi d'interesse
- Quartiere della Bicocca: presente nell'abitato è un quartiere di impianto medievale.
- Chiesa di San Pantaleo: ai margini del quartiere della Bicocca. La chiesa attuale in forme neoclassiche del 1836 è costruita su un'altra risalente al XV secolo.
- Fontana della Billellera: è una fontana del seicento. Svolse un'importante funzione di approvvigionamento per la popolazione. Su questa fontana persistono due simpatiche leggende, entrambe portano alla stessa conclusione cioè che bere l'acqua renda pazzi ma sono contrastanti tra loro.

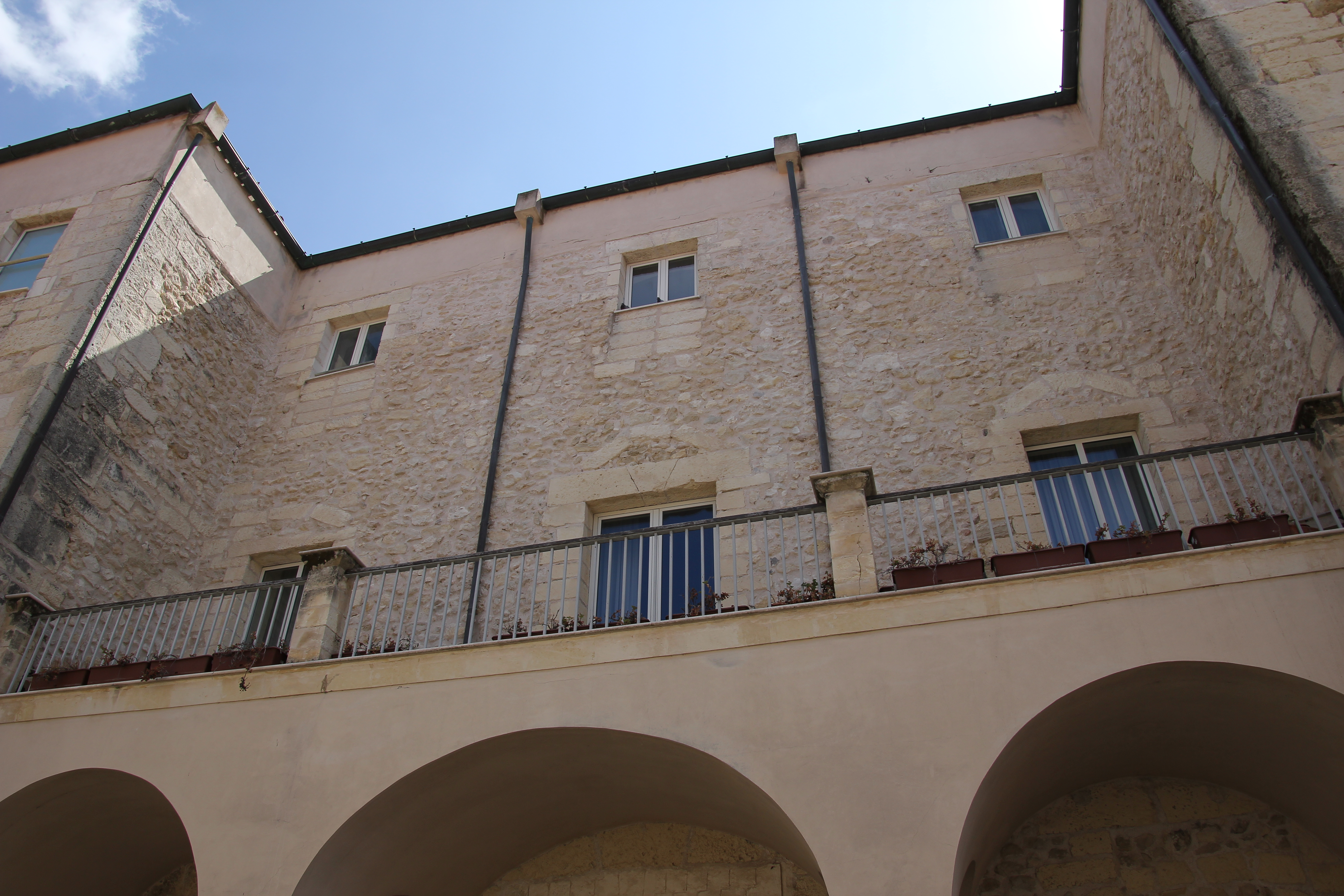
Palazzo baronale

- Palazzo Baronale: nel centro del paese, di fattura seicentesca è stato fatto costruire dagli Amat che vi risiederono. Andato in rovina, è stato restaurato per farlo diventare centro culturale.
- Chiesa della Beata vergine d'Itria: poco distante dal palazzo baronale è stata costruita nel XVII secolo e la facciata è scandita da lesene.
- Chiesa della Madonna di Noli Me Tollere: anch'essa del XVII secolo, è sede del simulacro dell'omonima Madonna oggetto di profonda venerazione popolare.
- Cappella di Noli Me Tollere: in località Pedrugnanu risale ai primi del Novecento, ed è stata rinnovata pochi anni fa
- Oratorio di Santa Croce: XVI secolo, in stile tardogotico, al suo interno è collocato un antico crocifisso ligneo di pregevole fattura.
- Chiesa di Sant'Anna: XVII secolo, è completata da alcune cappelle laterali e ha la volta a botte.
- Chiesa di San Pasquale Baylon: è una chiesa del 1780 in forme barocche costruita dai gesuiti. Si trova in regione Malafede al confine col comune di Sassari.
- Chiesa di Santa Monica: chiesa di fattura moderna, con tetto a cuneo e tre rosoni sulla facciata.

### Chiesa parrocchiale di san Pantaleo

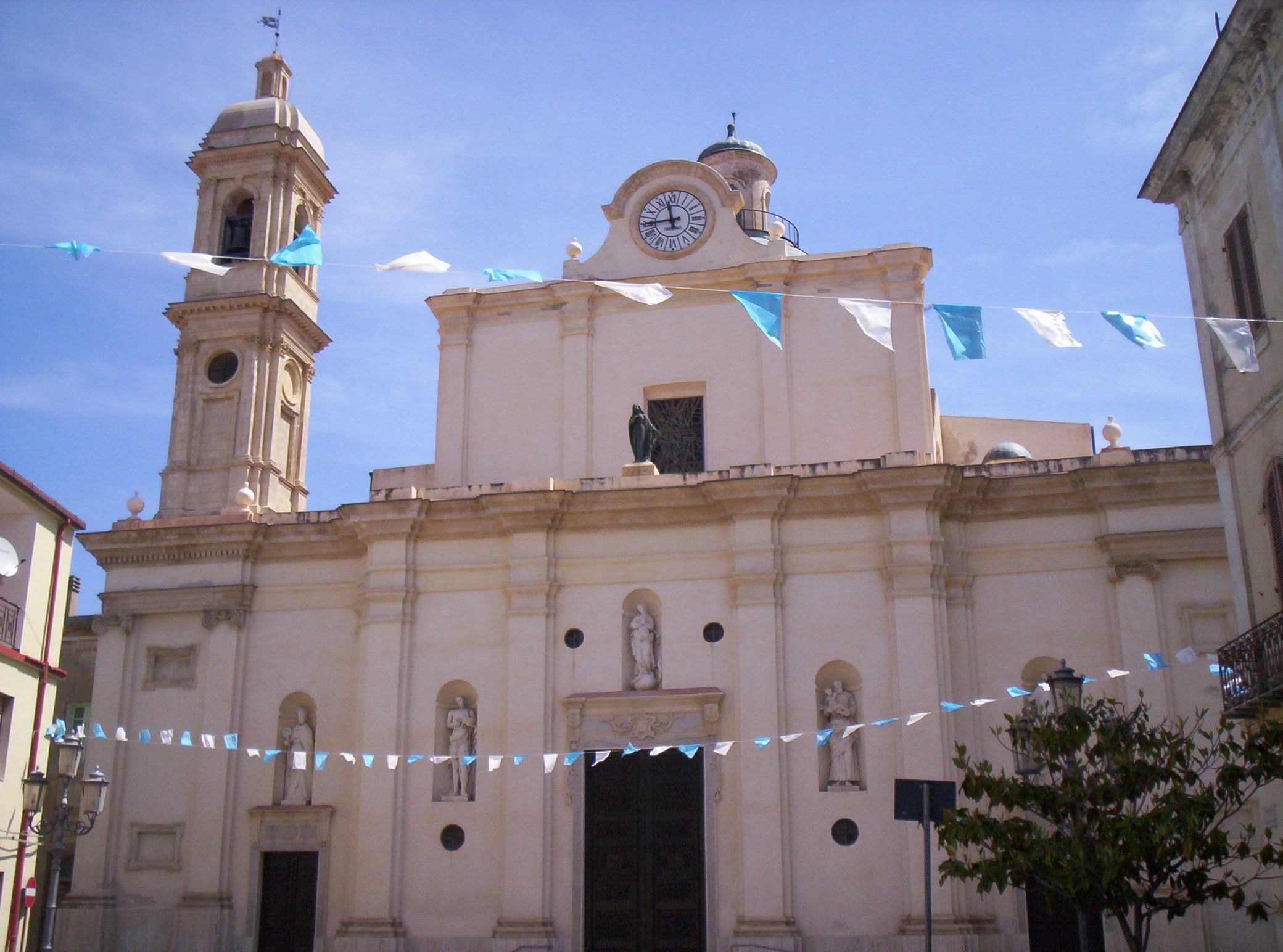
Chiesa di San Pantaleo

La parrocchiale di San Pantaleo, intitolata al patrono del paese, fu edificata nel 1836 dal sassarese Antonio Cano nello spazio in cui sorgeva l'antica parrocchiale, di cui riutilizzò i materiali.
La facciata era quasi terminata nel giugno del 1840 ma l'improvvisa scomparsa del progettista, tre mesi più tardi, provocò un rallentamento dei lavori. L'incarico di portare avanti la fabbrica venne affidato agli architetti sassaresi Francesco Agnesa e Angelo Maria Piretto, ma numerose interruzioni e dispute caratterizzarono il prosieguo. Seppur non ancora terminato, l'edificio venne aperto al culto nel 1856.
La chiesa si ispira a canoni neoclassici. Presenta una pianta centrale imperniata su un'ampia cupola emisferica ma con l'asse trasversale leggermente più corto di quello longitudinale, ulteriormente prolungato dal profondo presbiterio absidato. Quattro cupolette ellissoidali coprono i vani agli angoli dell'edificio mentre nel vano presbiteriale trova spazio un'altra cupola emisferica.
Oltre allo scenografico gioco dei profili delle cupole e della torre campanaria, costruita solamente nel 1899, l'esterno è caratterizzato dall'andamento sinuoso delle absidi e dalla bianca facciata, a due livelli, scandita da lesene e coronata da un fastigio curvilineo. Le nicchie accolgono statue degli Apostoli, dello stesso Cano, mentre nei nicchioni all'interno dell'edificio sono collocate statue in stucco raffiguranti gli apostoli realizzate da Salvatore Demeglio e datate 1858. Il San Pantaleo di Sorso è considerato, nonostante alcune incoerenze imputabili alle travagliate vicende costruttive, il massimo raggiungimento del frate architetto sassarese.

## Società

### Evoluzione demografica
Abitanti censiti

### Lingue e dialetti
Caratteristica la parlata locale, il sassarese o turritano dal nome del Giudicato di Torres, con la quale la città trova un'affinità con Sassari, Porto Torres e Stintino in quanto condividono lo stesso idioma. Questa nacque nell'età dei giudicati dalla commistione di elementi toscani, liguri e còrsi e la successiva forte influenza del sardo logudorese nel corso dei secoli, cessato solo nel XX secolo col prevalente utilizzo dell'italiano; si creò così una lingua di confine, di transizione fra il sardo parlato nel resto dell'isola e il còrso parlato in Gallura e nella vicina isola. Per la vicina Sennori invece è una grande peculiarità, infatti si parla il sardo logudorese, seppure con la curiosa caratteristica di avere, al plurale, solo sostantivi di genere maschile; molto probabilmente influenzati dalla morfologia del Sassarese/Sorsese dove il plurale è identico per il maschile e il femminile.

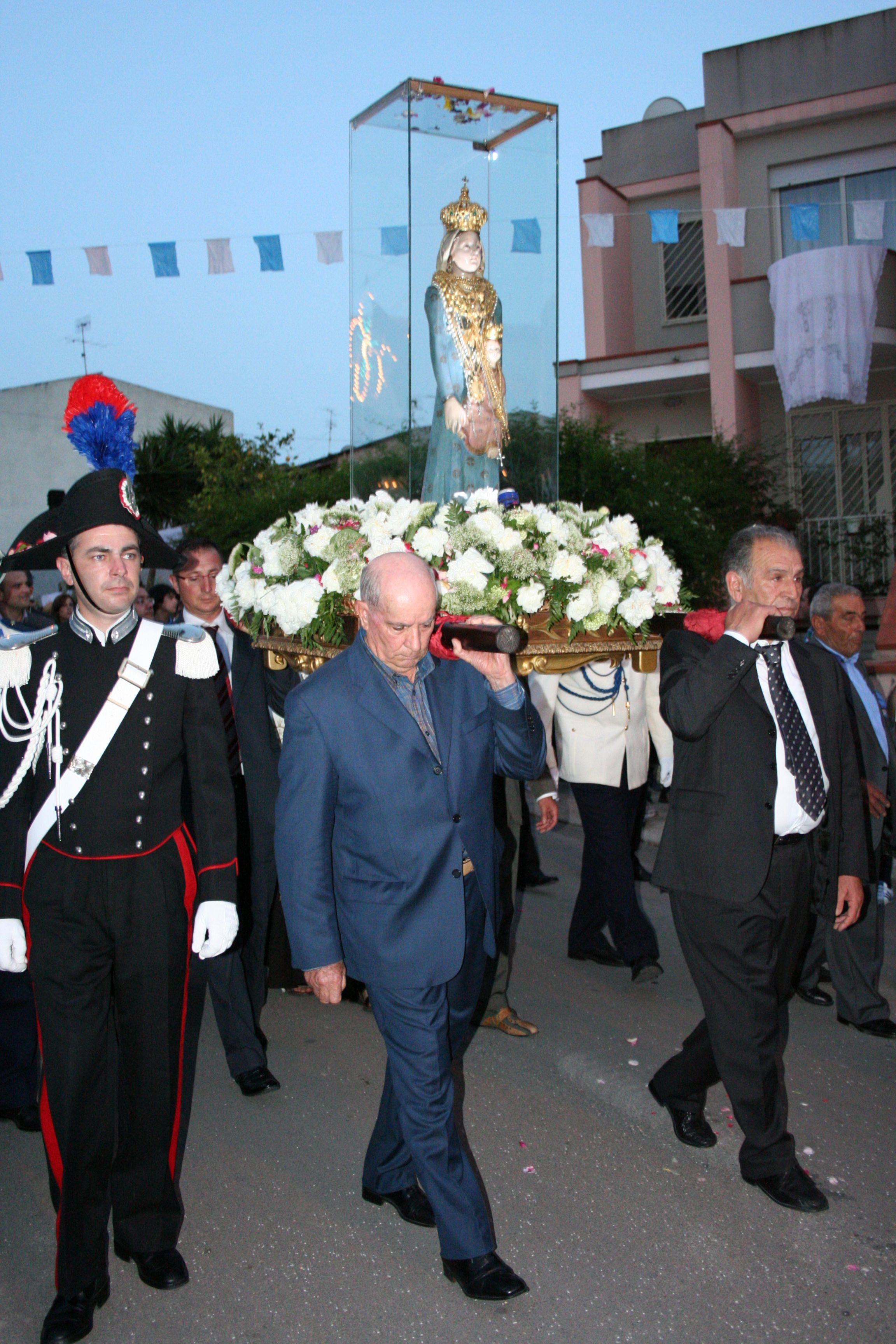
La statua della Madonna Noli Me Tollere viene portata in processione in occasione dell'800º anniversario della sua apparizione

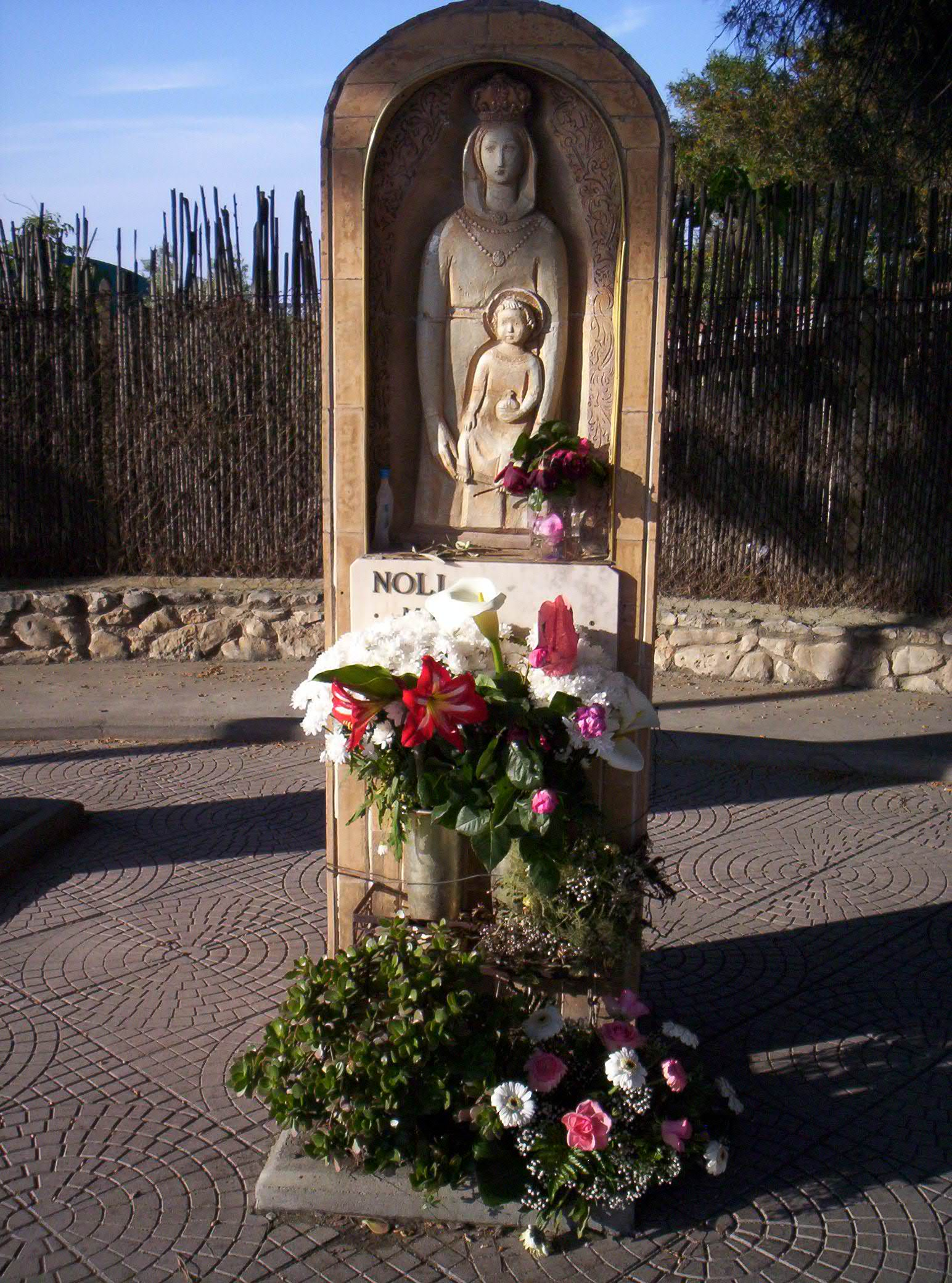
Simulacro della Madonna di Noli Me Tollere, Sorso

## Cultura

### Eventi

#### Feste e tradizioni popolari
- Celebrazioni della settimana santa. Dalla sera della domenica delle palme ha inizio la settimana santa con la processione dei misteri, si continua il giovedì con la " missa in coena domini e il rito della lavanda dei piedi di Gesù agli apostoli, quindi la mattina del venerdì la processione che rievoca la ricerca di Gesù da parte della Madonna accompagnata dalle Pie Donne he tocca tutte le chiese del paese passando per Santa Croce da dove il Cristo viene portato nella parrocchia di San Pantaleo per la Crocifissione (s'incravamentu). La sera si svolge il rito della deposizione di Gesù (s'ischravamentu) con la processione per le vie del paese che porta il Cristo morto fino alla chiesa di Santa Croce dove avviene la sepoltura. In occasione di questi riti i "Cantori dell'Arciconfraternita" eseguono i tradizionali canti dello "Stabat Mater" e del" Miserere". Le celebrazioni terminano la mattina di Pasqua con la cerimonia de "s'incontru" fra Gesù che esce da Santa Croce e le Madonna che invece parte dal Santuario della Vergine "Noli me Tollere" per incontrarsi appunto col Figlio nella centrale piazza S.Agostino e proseguire in solenne processione per la messa di Pasqua celebrata nella Parrocchia.
- Beata Vergine di Noli Me Tollere, 26 maggio La festa è in parte agreste e in parte cittadina. Si festeggia il miracoloso simulacro che, secondo la tradizione popolare, scomparve da una chiesa in cui era stato collocato al centro cittadino per riapparire nel luogo dove sorge oggi la cappella dedicata alla Vergine. Sotto i piedi del simulacro, quando venne ritrovato, in una pietra di marmo era scritto “Noli Me Tollere” (non mi spostate). Nel 2008 ne ricorse l'ottavo centenario dell'apparizione.
- Sant'Antonio di Padova, 13 giugno.
- San Costantino, 7 luglio. Viene svolta la tradizionale Ardia attorno alla chiesa della Vergine d'Itria.
- Sagra della melanzana: 26 luglio
- San Pantaleo, 27 luglio. Patrono del paese, è festeggiato con balli in piazza, albero della cuccagna, e manifestazioni sportive.
- Madonna degli Angeli, 2 agosto.
- Maria assunta in cielo, 15 agosto.
- Madonna di Lourdes, 11 febbraio.
- Santa Rita da Cascia, 22 maggio.
- Santa Monica, 28 agosto.
- Calici di Stelle: 10 agosto manifestazione di degustazione di vini e prodotti tipici locali in vari punti della città.
- Esaltazione della croce, 14 settembre. - Festa religiosa a cura dell'Arciconfraternita dei Disciplinati Bianchi di Santa Croce settembre.
- Water Music Festival: 16-17-18 settembre manifestazione musicale e culturale.

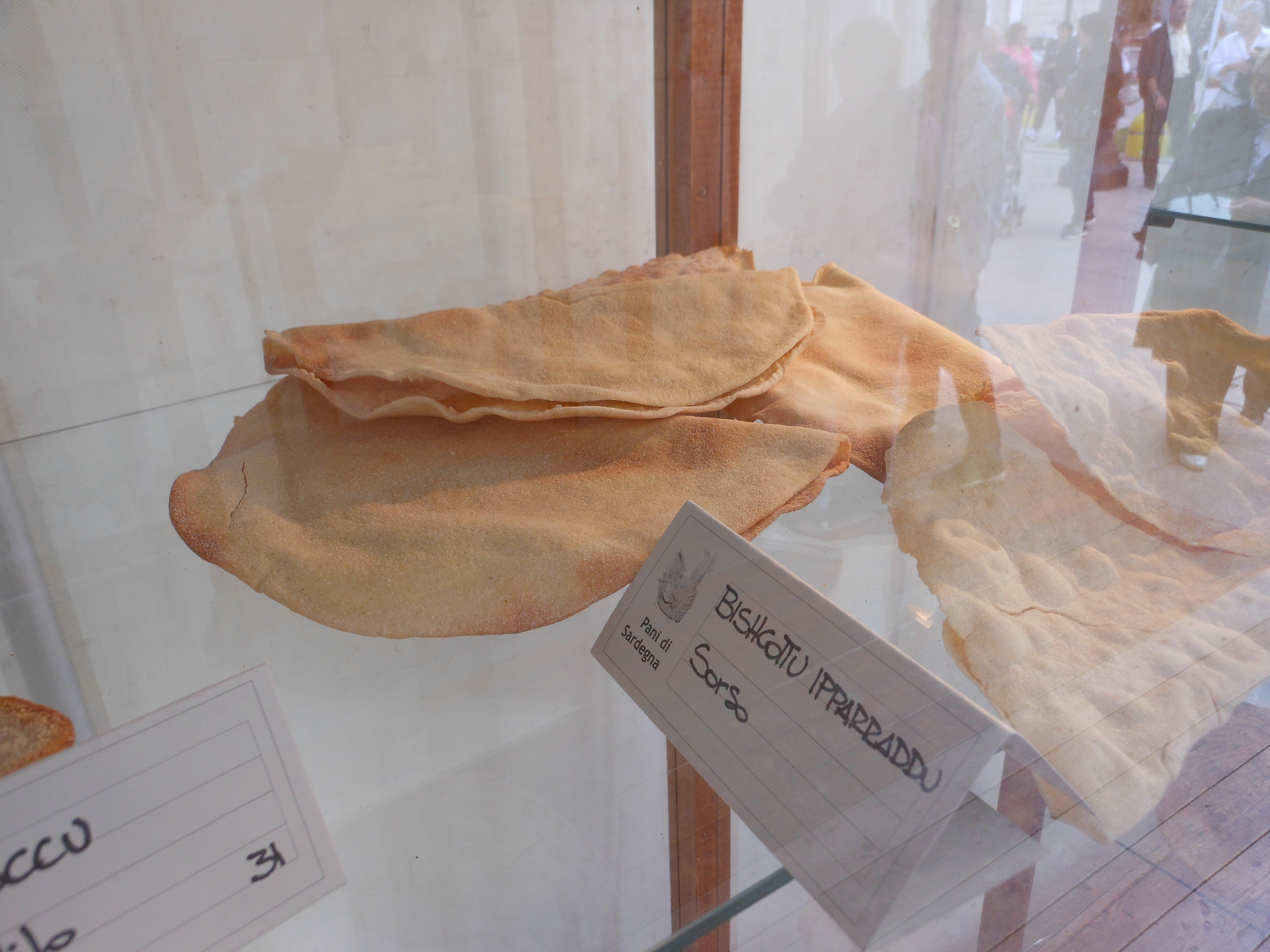
Lu bischottu ipparraddu, pane tradizionale di Sorso

### Costume tradizionale
Il costume oggi è usato in occasioni di festa o manifestazioni folkloristiche.

#### Femminile: contadine e ceti poveri
- Sul capo: fasthetta cuvaccadda si tiene in testa e copre il corpo sino al bacino compreso. Tale indumento tende a restringersi nella parte che si appoggia sul capo in quanto è fittamente plissettata e si allarga nella parte bassa. È divisa in due parti: quella alta con disegni floreali colorati e fantasie vivaci in genere su sfondo blu, e quella bassa detta pannu da pedi, di colore unico, questo per le giovani. Per le anziane i fiori sono piccoli e di colore bianco, per le vedove il tutto è tinto di nero.
- Camicia: jacca, vivacemente colorata per le giovani e con disegni eleganti o a tinta unita per le adulte.
- Gonna: a pieghe in vita, incripiddi, lunghe sino alla caviglia nei decenni a cavallo tra 800 e 900, a mezza gamba negli anni prima e dopo la seconda guerra mondiale.
- Grembiule: lu paneddu copriva la parte anteriore della gonna.

## Infrastrutture e trasporti

### Strade
Il comune è interessato dalla strada statale 200 dell'Anglona, che collega Sassari a Sorso e Sennori, dalla Strada provinciale 25, dalla strada provinciale 60 e dalla strada provinciale 81.

### Ferrovie

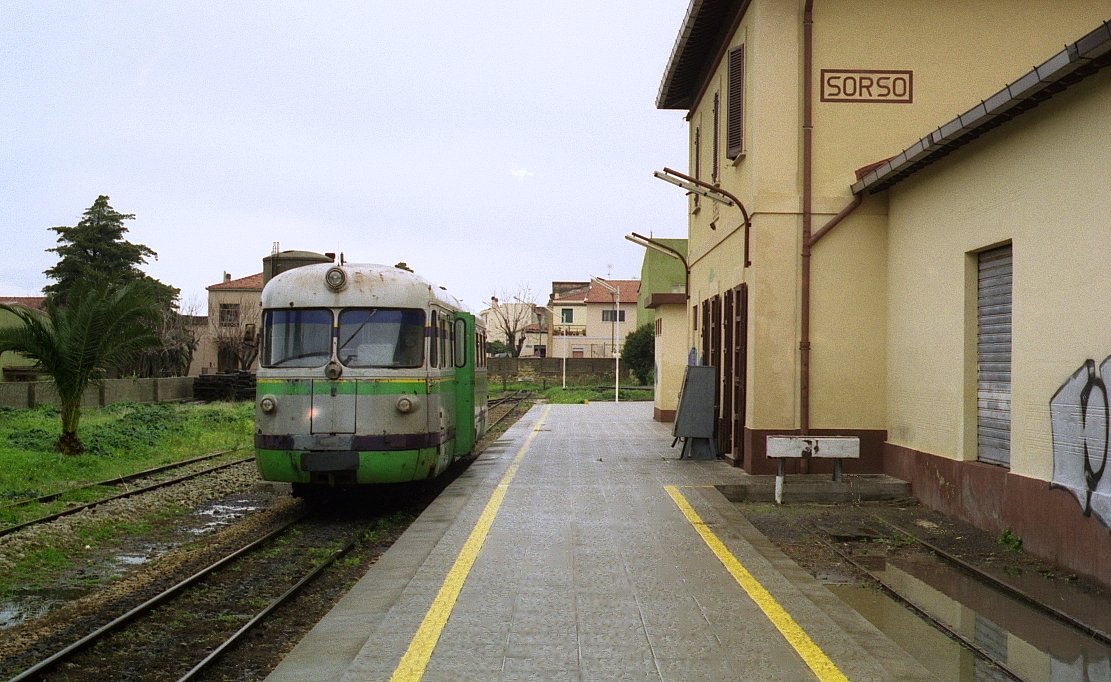
La stazione di Sorso

Il centro è servito dalla stazione di Sorso, capolinea della linea ferroviaria per Sassari gestita da ARST. Nel territorio comunale è inoltre attiva la fermata di Funtana Niedda

### Mobilità urbana
Il comune in collaborazione con l'Azienda Trasporti Pubblici di Sassari, attiva nel periodo estivo una linea di autobus (Linea Marina) che serve entrambi i lati della riviera di Sorso percorrendo in entrambe le direzioni le direttrici Marritza e Platamona, attraverso la Marina di Sorso.

## Amministrazione
| Periodo        | Periodo        | Primo cittadino         | Partito                            | Carica  | Note   |
| -------------- | -------------- | ----------------------- | ---------------------------------- | ------- | ------ |
| 23 aprile 1995 | 16 aprile 2000 | Salvatore Angelo Razzu  | liste civiche di centro-sinistra   | Sindaco | [ 10 ] |
| 16 aprile 2000 | 8 maggio 2005  | Gesumino Antonio Roggio | lista civica                       | Sindaco | [ 11 ] |
| 8 maggio 2005  | 27 marzo 2009  | Antonio Spano           | lista civica                       | Sindaco | [ 12 ] |
| 7 giugno 2009  | 25 maggio 2014 | Giuseppe Morghen        | Pdl, PSd'Az, RS                    | Sindaco | [ 13 ] |
| 25 maggio 2014 | 16 giugno 2019 | Giuseppe Morghen        | lista civica "Sorso Protagonista"  | Sindaco | [ 14 ] |
| 16 giugno 2019 | 8 giugno 2024  | Fabrizio Demelas        | lista civica "Scelgo Sorso"        | Sindaco | [ 15 ] |
| 8 giugno 2024  | -              | Fabrizio Demelas        | lista civica "Progetto Sorso 2030" | Sindaco | [ 16 ] |

### Gemellaggi
- Busnago, dal 2006

## Sport

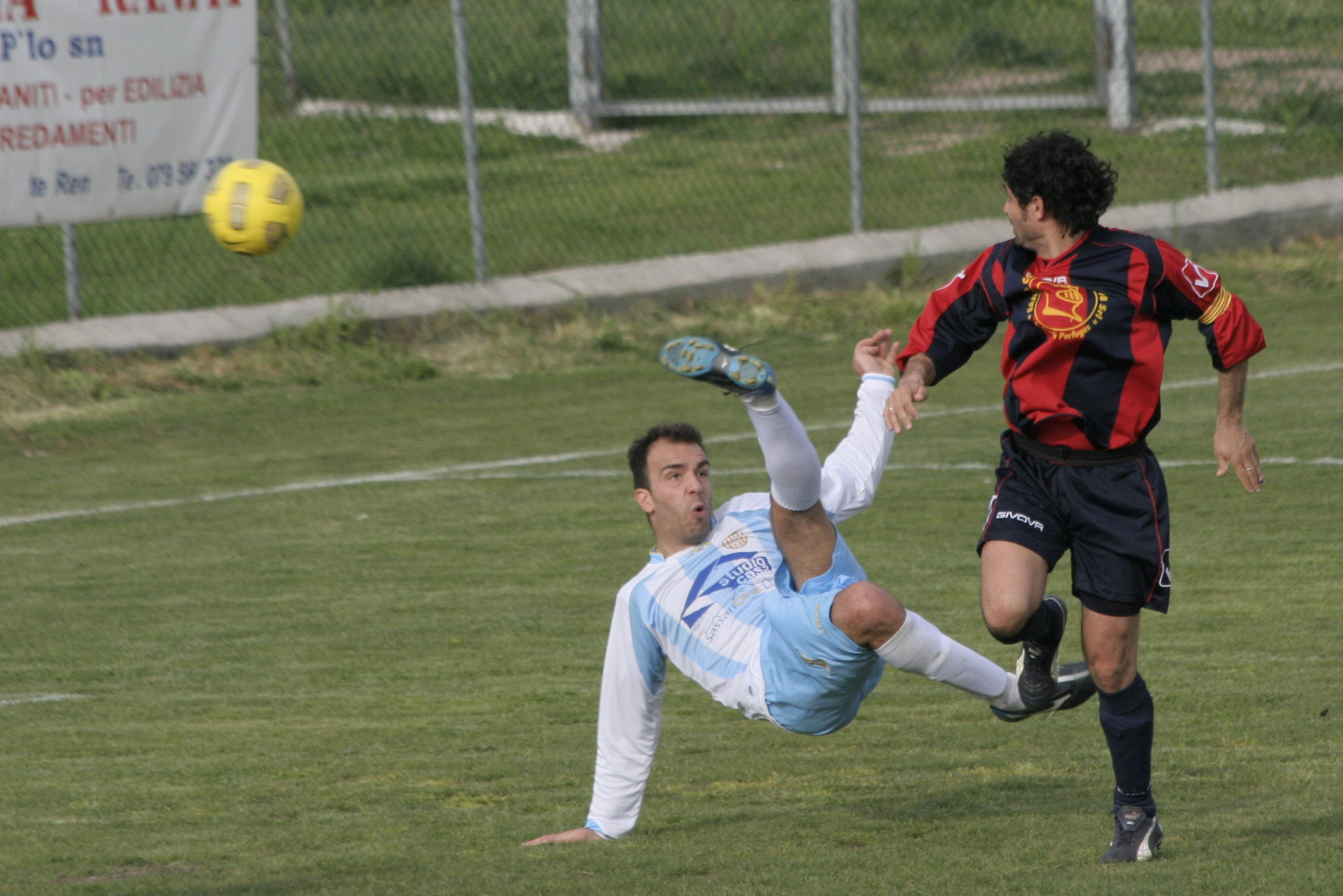
Azione di gioco in una partita disputata dalla squadra di calcio locale

### Società
Lo sport a Sorso è praticato in varie discipline:
- Calcio maschile: Il Sorso Calcio, che negli anni ottanta ha militato nel campionato di serie C2, e la Cantera Sorso, squadra fondata dagli ex calciatori professionisti Michele Fini e Marco Asara.
- Pallavolo: la squadra femminile dell'Esperia Sorso ha militato in serie C nella seconda metà degli anni novanta; la ASD Sorso Volley milita in serie C dalla stagione 2013-2014.
- Pallacanestro: ha raggiunto il massimo livello con la A.S. Pallacanestro Sorso nella stagione 2005-2006 con la disputa del campionato maschile di serie C2; attualmente è presente con la società Nuova Pallacanestro Sorso.
- Tennis: Tennis Club Sorso.
- Arti marziali: Budokan Karate Sorso, Shiro Saigo, Accademia Moros Muay Thai e Kickboxing, Worldwellness Karate Sorso.
- Atletica leggera: Il C.C.R.S. Sorso (Centro Culturale Ricreativo Sportivo) è presente nel panorama dell'atletica regionale dal 1987.
- Motociclismo: nel 1986 viene fondata l'Associazione Motociclistica Motoclub Sorso, regolarmente affiliata alla Federazione Motociclistica Italiana e impegnata nell'attività agonistica fuoristrada (motocross, enduro e, più recentemente, motorally). La società si è fregiata di diversi titoli regionali di motocross e enduro, ed è attivamente impegnata nell'educazione stradale. Presenta proprie squadre nel motocross, nel minicross e minienduro e quindi nei campionati italiani di enduro e rally con oltre venti piloti. Dal vivaio del M.C.Sorso proviene Luca Manca, pluricampione regionale di motocross e enduro, secondo assoluto al Rally dei Faraoni 2009 e sfortunato protagonista della Parigi-Dakar del 2010.

### Impianti sportivi
- Stadio comunale "Salvatore Madau"
- Polisportivo calcio-atletica "viale Puggioni" o "La Piramide"
- Impianto volley-basket "Scuole medie via Addis e via Porto Torres"
- Impianto sportivo polivalente via dessi